# Laetodon
Laetodon (лат.) — род мух-журчалок из подсемейства Microdontinae (Syrphidae). Неарктика и Неотропика. 5 видов. Родовое название состоит из слов laetus и odon, причем первая часть происходит от Microdon laetus (изб ран как типовой вид рода), а последняя используется в качестве суффикса, полученного от Microdon.

## Описание
Мелкие мухи, длина тела 6—9 мм. Жилка R4+5 переднего крыла с задним аппендиксом-отростком. Постпронотум волосистый. Брюшко овальное. Анэпистерна медиально широко голая. Проплевры волосистые. Задне-апикальный угол крыловой ячейки r4+5 прямоугольный. Глаза волосистые. Глаза самцов разделённые на вершине (дихоптические). Крыловая жилка R2+3 сильно изогнута в базальной части.

## Классификация
Виды, входящие в этот род, раньше относили к Microdon. Однако морфология гениталий самца совершенно отличается от морфологии Microdon: фаллос короткий и неразветвленный, а эпандрий лишён вентролатерального гребня. Основываясь на этих морфологических различиях и филогенетических результатах Laetodon в 2013 году выделен в качестве нового рода.
- Laetodon geijskesi (Doesburg, 1966)
- Laetodon laetoides (Curran, 1935)
- Laetodon laetus (Loew, 1864)
- Laetodon solitarius (Curran, 1930)
- Laetodon violens (Townsend, 1895)